# Shane Ray
Shane Ray (* 18. Mai 1993 in Kansas City, Missouri) ist ein US-amerikanischer American-Football-Spieler auf der Position des Outside Linebackers. Er stand zuletzt bei den Buffalo Bills unter Vertrag. Zuvor spielte er für die Denver Broncos in der National Football League (NFL).

## Frühe Jahre
Auf der High School spielte Ray auf der Position des Defensive Ends. Später ging er auf die University of Missouri, wo er auch als Defensive End auflief. In seiner letzten Saison erzielte hier für das College-Football-Team 65 Tackles, davon 14,5 für Raumverlust und 14,5 Sacks.

## NFL
Ray wurde im NFL-Draft 2015 von den Denver Broncos in der ersten Runde an 23. Stelle ausgewählt. Ein paar Tage vor dem Draft wurde Ray wegen Marihuana-Besitz festgenommen. seine erste Profisaison beendete er mit 20 Tackles und 4 Sacks. Er gewann mit den Broncos das AFC-Finale und den Super Bowl 50 mit 24-10 gegen die Carolina Panthers. In diesem Spiel erzielte er zwei Tackles. Auf Grund einer Armverletzung wurde Ray vor der Saison 2017 auf die Injured Reserve List gesetzt.
2019 ging er zu den Baltimore Ravens. Am 30. August 2019, also noch vor Saisonbeginn, wurde er entlassen.
In den Spielzeiten 2021 und 2022 spielte Ray für die Toronto Argonauts der Canadian Football League (CFL). Nach einem Probetraining erhielt er im Mai 2023, nachdem vier Jahre lang nicht in der NFL aktiv gewesen war, einen Vertrag von den Buffalo Bills. Er wurde allerdings vor Beginn der Saison auf die Injured Reserve List gesetzt und einigte sich anschließend mit den Bills auf eine Auflösung seines Vertrags.

## Persönliches
Shane Rays Vater, Wendell Ray, war ebenfalls ein Linebacker in der NFL. Er wurde im Draft 1981 in der fünften Runde von den Minnesota Vikings ausgewählt, absolvierte jedoch nie ein Spiel in der NFL.